# Piper grande
Piper grande är en pepparväxtart som beskrevs av Vahl. Piper grande ingår i släktet Piper och familjen pepparväxter. Inga underarter finns listade i Catalogue of Life.